# Ferat Koçak

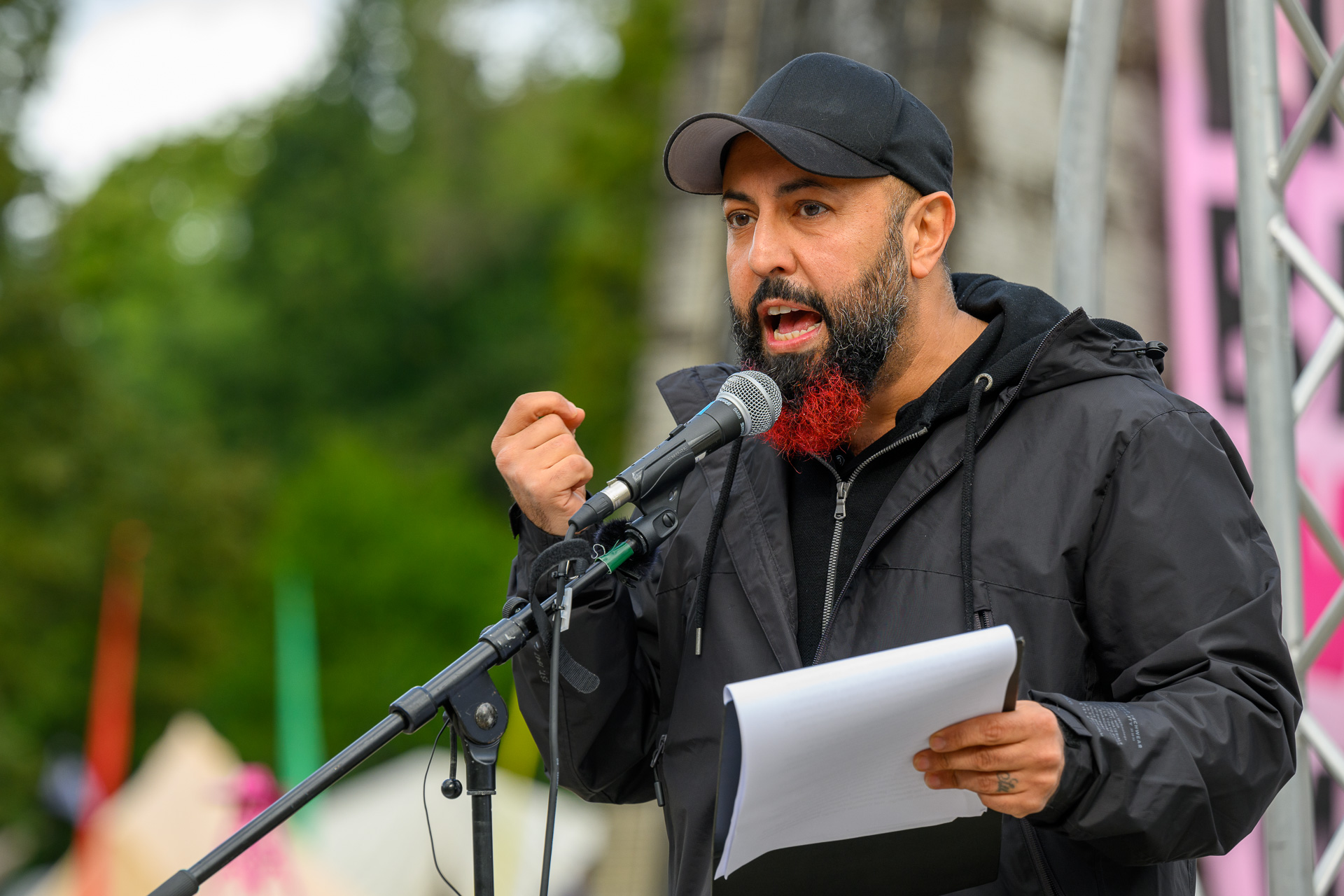
Koçak als Redner der Genug-ist-Genug-Kampagne (2022)

Ferat Ali Koçak (* 26. Mai 1979 in West-Berlin) ist ein deutscher Politiker (Die Linke). Er war von 2021 bis 2025  Mitglied des Berliner Abgeordnetenhauses und ist seit 2025 Mitglied des Deutschen Bundestages. Er gewann das Direktmandat im Wahlkreis Neukölln und ist damit der erste Politiker der Linken, der einen Wahlkreis außerhalb der ehemaligen DDR gewann.

## Leben
Koçak wurde in Berlin-Kreuzberg als Sohn kurdisch-alevitischer Einwanderer geboren. Sein Vater war direkt nach dem türkischen Militärputsch von 1980 nach Deutschland geflohen und wurde als Gewerkschafter politisch verfolgt. Die Mutter, eine Frauenrechtlerin, war Tochter von Gastarbeitern, die in den 1960ern nach Berlin kamen. Koçak leistete seinen Zivildienst im Berliner Kurdistan Kultur- und Hilfsverein.
Danach studierte er Wirtschaftswissenschaften an der FU Berlin und schloss das Studium als Diplom-Volkswirt ab. Im Anschluss war Koçak zunächst als Trainee und dann nach erfolgreichem Abschluss der Prüfung im Management für die Allianz-Gruppe tätig. Anschließend arbeitete er als Marketing Director mit dem Schwerpunkt Digitales Marketing an der Berlin International University of Applied Sciences (BAU), sowie an der Hochschule für Wirtschaft, Technik und Kultur (htwk) und der Internationalen Berufsakademie (iba), später als Campaigner bei Campact.
Koçak, der Atheist ist, lebt zusammen mit seiner jüdischen Lebenspartnerin im Süden Neuköllns.

## Politik
Durch seine Eltern wurde Koçak in Berliner linken kurdischen und türkischen Kreisen sozialisiert. Der Anlass seines Eintritts in die Linkspartei im Jahr 2016 war das Erstarken rechter Gruppierungen, insbesondere der Partei AfD, deren Bekämpfung er und seine Freunde unterstützen wollten. Bei der Wahl zum Abgeordnetenhaus von Berlin 2016 kandidierte Koçak für die Partei Die Linke im Wahlkreis Neukölln 6. Obwohl Die Linke ihren Stimmanteil bei dieser Wahl verdoppelte, verfehlte er den Einzug ins Abgeordnetenhaus.

### Abgeordneter
Bei der Wahl zum Abgeordnetenhaus von Berlin 2021 kandidierte er im Wahlkreis Neukölln 5. Er wurde über die Landesliste der Linken in das Abgeordnetenhaus gewählt. Bei der Wiederholungswahl 2023 zog er erneut ins Abgeordnetenhaus ein. Koçak war Sprecher für die Fraktion zu den Themenfeldern antifaschistische Politik sowie Flucht- und Klimapolitik. Er war Mitglied der Ausschüsse für Inneres, Sicherheit und Ordnung sowie Umwelt- und Klimaschutz. Er war stellvertretendes Mitglied im Ausschuss für Verfassungsschutz. Außerdem war er Beisitzer des Präsidiums des Abgeordnetenhauses. Im Zuge seiner Wahl in den Bundestag legte er sein Mandat im Abgeordnetenhaus Ende April 2025 nieder; für ihn rückte Franziska Leschewitz nach.
Zur Bundestagswahl 2025 trat er als Direktkandidat für Die Linke im Bundestagswahlkreis Berlin-Neukölln an und holte mit 30,0 % der Erststimmen ein Direktmandat für die Partei. Während der 21. Legislaturperiode ist er ordentliches Mitglied im Innenausschuss. Zudem ist er für seine Fraktion Sprecher für Antirassismus und Sprecher für Antifaschismus.

### Neukölln-Komplex
Koçaks Bekanntheit als linker Aktivist in Neukölln führte wiederholt zu rechten Angriffen auf ihn. Sie standen im Zusammenhang mit einer Serie rechtsextremer Anschläge im Süden Berlins, die auch als Neukölln-Komplex bezeichnet werden. Im Jahr 2018 verübten mutmaßlich der Neonazi-Szene zugehörige Täter einen Brandanschlag auf das Haus seiner Familie in Süd-Neukölln. Der Angriff gehört zu einer Serie rechter Anschläge auf Politiker, Gewerkschafter, Menschen mit Migrationshintergrund und antifaschistische Aktivisten in Neukölln, die unter anderem auch den Buchhändler Heinz Ostermann, die Gewerkschafterin Mirjam Blumenthal (SPD) und die Historikerin Claudia von Gélieu trafen, und zu der auch der unaufgeklärte Mord an Burak Bektaş gezählt wird. Gemeinsam mit anderen Betroffenen der Terrorserie kämpft Koçak für die Aufklärung der Anschläge. Dabei kam ans Licht, dass sowohl das Berliner Landeskriminalamt als auch der Verfassungsschutz darüber informiert waren, dass zwei bekannte Neuköllner Neonazis in den Wochen vor dem Brandanschlag Koçak beobachtet und verfolgt hatten. Koçak behauptete daraufhin öffentlich Verstrickungen der Neuköllner Nazi-Szene mit Berliner Sicherheitsbehörden.
In einem Strafprozess, zu dem Koçak erst nach Einspruch als Nebenkläger zugelassen wurde, wurden die beiden angeklagten Neonazis Thilo P. und Sebastian T. im Dezember 2022 aufgrund mangelnder Beweise vom Vorwurf der Beihilfe zur Brandstiftung freigesprochen. Die Staatsanwaltschaft legte dagegen Berufung ein. 
Der Berufungsprozess vor dem Berliner Landgericht begann im September 2024. In dem Prozess wurde auch die Frage einer potenzielle Verstrickungen zwischen den Sicherheitsbehörden, der Justiz und der rechtsextremen Szene aufgeworfen. Der Staatsanwalt aus der ersten Verhandlung wurde abgezogen. Im Dezember 2024 wurden die Angeklagten zu Haftstrafen von jeweils 3 Jahren und 6 Monaten sowie 2 Jahren und 10 Monaten verurteilt. Die eingelegte Revision gegen das Urteil ist vom Kammergericht im August verworfen worden, wodurch es rechtskräftig geworden ist.

### Politische Schwerpunkte
Koçak engagiert sich politisch in den Bereichen Antirassismus, Antifaschismus und Klimagerechtigkeit.
Insbesondere setzt er sich für die lückenlose Aufklärung allfälliger rechter Verstrickungen in den Berliner Sicherheitsbehörden ein. Im Rahmen einer im Berliner Abgeordnetenhaus gehaltenen Rede im Februar 2022 konstatierte er Polizeigewalt und staatliche Repression gegen linke Aktivisten. Darüber hinaus setzt er sich für die Anliegen geflüchteter Menschen ein, kritisiert Asylrechtsverschärfungen und fordert ein bedingungsloses Bleiberecht für alle Geflüchteten. Koçak sieht sich selbst als „Bewegungslinker“.
Außerdem beschäftigt sich Koçak mit den Themen Klimapolitik und Klimagerechtigkeit. Er sprach auf zahlreichen Veranstaltungen der Klimabewegung, wie beispielsweise Kundgebungen von Fridays for Future oder Ende Gelände. Dabei fordert er eine Verbindung antirassistischer, antifaschistischer und ökologischer Kämpfe.

#### Kurdenpolitik
Koçak engagiert sich seit seinem Studium in kurdischen Verbänden und kritisierte mehrmals die türkische Regierung wegen des Vorgehens gegen kurdische Gruppierungen und Unabhängigkeitsbestrebungen, auch im Nordirak.
Im Oktober 2024 besuchte er ein kurdisches Kulturzentrum in Berlin-Reinickendorf und wurde hierbei Zeuge eines versuchten Brandanschlags, bei dem jedoch niemand verletzt wurde. Zum Zeitpunkt des Anschlagsversuchs hielten sich bis zu 40 Personen in den Räumen des Zentrums auf. Sein Besuch erfolgte wegen einer polizeilichen Durchsuchung des Zentrums einen Tag vorher, bei der dessen Ko-Vorsitzender Hüseyin Yılmaz und eine weitere Person vorläufig festgenommen wurde. Yılmaz war von 1999 bis 2004 Bürgermeister der Stadt Ağrı für die Partei HADEP, deren Politik auch von der PKK beeinflusst wird. Koçak und der Vereinsvorstand gingen von einer Tat türkischer Nationalisten aus. Yılmaz verwies auch auf die zeitgleich stattfindenden „Global Free Öcalan Days“, mit denen linke Gruppen sich für die Freilassung Abdullah Öcalans einsetzten. Koçak kritisierte nach der Razzia das PKK-Verbot: „Immer wieder nutzt die deutsche Politik das PKK-Verbot, um willkürlich gegen kurdische Vereine und Aktivistinnen vorzugehen. Die deutsche Politik macht sich zum Komplizen des türkischen Faschismus!“

#### Nahostkonflikt
Nach dem Terrorangriff der Hamas auf Israel 2023 betonte Koçak: „Terror ist durch nichts zu rechtfertigen“. Gleichzeitig kritisierte er aber auch den daran anschließenden Krieg und sprach von „Israels brutale[m] Angriff mit zehntausenden Toten“, welcher „noch viel weniger“ zu rechtfertigen sei. Eigenen Aussagen zufolge steht er „an der Seite des Völkerrechts und der Menschenrechte“. Laut Tagesspiegel habe er „enge[n] Kontakt zu propalästinensischen Aktivisten“ und habe propalästinensische Demonstrationen angemeldet, auf denen es zu antisemitischen Vorfällen gekommen sei.  Die Haltung von Islamisten lehne er jedoch ab und äußerte: „Natürlich sind wir gegen Antisemitismus“. Einen Brandanschlag auf eine proisraelische Bar in Neukölln verurteilte er. Zum Nahostkonflikt veröffentlichte Koçak gemeinsame Beiträge mit der russischen Propagandaplattform Red.
Zur Beurteilung von Antisemitismus nutzt Koçak die Jerusalemer Erklärung zu Antisemitismus. Der Tagesspiegel kritisierte 2024, dass Koçak als Beobachter von Palästina-Demonstrationen zum Krieg in Israel und Gaza eher angebliche Polizeigewalt als israelfeindliche Sprüche anprangere. Im Februar 2025 lud Koçak den britischen Politiker Jeremy Corbyn, der für die Verharmlosung der Hamas in der Kritik steht, zu einer Wahlkampfveranstaltung. Nach Kritik wurde die Veranstaltung abgesagt. Laut Zeit Online halfen die Positionen zum Nahostkonflikt sowie ein Haustürwahlkampf Koçak, das Direktmandat zu erringen.

## Mitgliedschaften
Koçak ist Mitglied von ver.di, VVN-BdA und sitzt im Vorstand der Linken Medienakademie (LiMA). Er unterstützt Migrantifa, die Interventionistische Linke, Aufstehen gegen Rassismus, unterschiedliche klimapolitische Initiativen, Gruppen der türkischen und kurdischen Linken (so auch die HDP, deren Politik auch von der PKK beeinflusst wird), The Left, das Aktionsnetzwerk Antirassismus, LinksKanax, die Bewegungslinke und Marx21. Koçak ist Mitbegründer der polizeikritischen Struktur Ihr seid keine Sicherheit und von Kein Generalverdacht.